# ورگیس
ورگیس (به فرانسوی: Vergies) یک کمون در فرانسه است که در Canton of Oisemont واقع شده‌است. ورگیس در 17 مایلی (27 کیلومتر) غرب آمیان، در جاده D298 واقع شده است.

## خصوصیات
ورگیس ۸ کیلومترمربع مساحت و ۱۹۲ نفر جمعیت دارد و ۱۲۸ متر بالاتر از سطح دریا واقع شده‌است.